# 映画 プリキュアオールスターズNewStage3 永遠のともだち
『映画 プリキュアオールスターズNewStage3 永遠のともだち』（えいが プリキュアオールスターズニューステージスリー えいえんのともだち）は、2014年3月15日公開のアニメ映画。『プリキュアシリーズ』の歴代作品のクロスオーバー作品の第6作かつ、『プリキュアシリーズ』の映画作品の第16作。『プリキュアシリーズ』10周年記念作品。シリーズとしては初めて、5.1chの音声で制作されている。
キャッチコピーは「みんな、本当にありがとう!」、「NewStageシリーズ最後の大集合!」、「映画館で感動のフィナーレをむかえよう!!」「心がつながってれば、未来もずっと、ともだち。」、「プリキュアNewStage シリーズ最後の大集合!!」、「NewStageシリーズ最終章! プリキュアオールスターズが、感動のフィナーレをお届けします!!」。

## 概要
本作品は2012年春より始まった『プリキュアオールスターズNewStage』シリーズの最終作として位置付けられており、前作『映画 プリキュアオールスターズNewStage2 こころのともだち』までに登場済のプリキュアたちに加え、『ドキドキ!プリキュア』のキュアエースと当時最新作だった『ハピネスチャージプリキュア!』のキュアラブリー・キュアプリンセス・キュアハニーの3人を含めた36人のプリキュアが登場する。また、前々作『映画 プリキュアオールスターズNewStage みらいのともだち』から初登場したキュアエコー（坂上あゆみ）、前作で初登場した妖精のグレルとエンエンが引き続き本作品に再登場する。
ゲスト声優には剛力彩芽と野沢雅子に加え、2014年1月に決勝大会が行われたオスカープロモーションと青二プロダクション共催の美声女コンテスト入賞者4名（辻美優、高橋美衣、花房里枝、吉村那奈美）が参加。また、朝日放送（現：朝日放送テレビ）アナウンサーの塚本麻里衣も劇中のニュース番組のキャスター役として出演、朝日放送（当時）現職アナのシリーズ出演は、前述の『映画 MH』で妖精騎士団のハートを演じた赤江珠緒（現:フリー）に次いで2人目となる。
本作品でもミラクルライトによる鑑賞者参加システムは継続され、「ミラクルドリームライト」が中学生以下の観客に配布される。また児童客には、「ずっとおともだちバイザー」という紙製サンバイザーも配布される。
全国210スクリーンで公開され、2014年3月15、16日の初日2日間で興収1億9,264万9,600円、動員17万2278人となり、映画観客動員ランキング（興行通信社調べ）で初登場第3位となった。また、ぴあの調査による初日満足度ランキングでも第3位となっている。

## ストーリー
グレルとエンエンはプリキュアの妖精になるために妖精学校で勉強の日々を送っているが、その努力が見込まれ新たに誕生したプリキュアである「ハピネスチャージプリキュア!」の記述をプリキュア教科書に加えるために調べてきて欲しいと、同学校の先生に依頼される。その新しいプリキュア達がどこにいるのか見当もつかない2匹は、以前世話になった「ドキドキ!プリキュア」の面々がいるソリティアを訪ね、マナ達と再会。そしてシャルルがハピネスチャージの妖精・リボンと連絡を取り落ち合うことにした。
約束の日、マナたちは待っていても相手が現れない事を不思議がる。その時、リボンが慌ててやってきてすぐに来て欲しいと言われる。ブルースカイ王国の大使館を訪れると、そこにはうたた寝した途端熟睡して目覚めなくなっためぐみと、起こすために苦慮するひめの姿だった。全く目覚めないめぐみの姿、それは待ち合わせ場所の街頭ビジョンのニュースで流れていた、突如蔓延した子供達が眠りから覚めない現象と同じ物だった。ブルーはめぐみが夢の世界に閉じ込められていると察知し、ひめやマナ達を夢の世界に送り出す。マナたちは遊んでいるめぐみを発見すると同時に、ニュースで見た眠ったままの子供達を見つける。そして、そこにはグレルとエンエンとは妖精学校での友達だった夢の妖精・ユメタがいた。事情を聞こうとするもユメタの母・マアムがその前に立ちふさがる。かわいい息子のためを思って夢の世界での友達を作った、それを邪魔する物は許さないとプリキュア達を排除してしまう。
元の世界に戻ったマナやめぐみたちは先輩のプリキュアオールスターズたちと連絡を取り翌日落ち合おうとするが、マアムはエンエンの落としたプリキュア教科書を元に、教科書に載っている全てのプリキュア達を夢の世界に閉じ込めてしまう。ドキドキ!までの歴代プリキュアたちが閉じ込められたと知っためぐみとひめは、歴代プリキュアたちと子供たちを救うために再び夢の世界へと向かう。

## 登場キャラクター
登場キャラクターの基本情報は各作品の項目を参照。本節ではオリジナルキャラクターなどを除き、主に本作品での立ち位置を示す。
原則として、キャストの付記されていないキャラクターは台詞無しで登場。また以下のプリキュアの担当声優の中には、本作品に登場した過去のシリーズ作品の登場キャラクターを演じている者もいるが、特記の無いものを除きいずれもプリキュア役としてのみの出演となる。

### ハピネスチャージプリキュア!
プリキュア
「夢の世界」に捕らわれた子供を助けだそうとするが、逆に捕まる。そのあとは、ユメタと協力して脱出する。
最終的に、キュアハニーとともに悪夢獣を浄化して活躍する。
作中未登場である氷川いおな / キュアフォーチュンは、本作品パンフレットの付録である「妖精学校新聞」にて名前のみ記載。
愛乃 めぐみ（あいの めぐみ） / キュアラブリー
声 - 中島愛
冒頭から、マアムによって「夢の世界」に誘拐されるが、空飛ぶフグに乗るなど楽しんでいた。
本作品では「チェリーフラメンコ」の姿にもなる。
マアムが息子のために起こした事件を「ラブだね」と責めていないが、止めの場面で、子供を誘惑する悪夢獣に対しては「悪夢なんて最悪、ラブじゃない」と憤慨している。
白雪 ひめ（しらゆき ひめ） / キュアプリンセス
声 - 潘めぐみ
冒頭ではソファで居眠りしたまま目を覚まさなくなってしまっためぐみに、頬を引き延ばす、無理矢理目蓋をこじ開ける、マジックで落書きする等の悪ふざけをしていたところを、折悪しくもグレル達を連れて大使館を訪問していた「ドキドキ！プリキュア」のメンバーたちに目撃され、エンエンに「こんなのが新しいプリキュアなの…？」と呆れられてしまう。
息子に過保護なマアムに、「ユメタが夢の世界で楽しんでいたのは、あなたの夢」と説得している。
決戦では、ラブリーが「チェリーフラメンコ」にフォームチェンジをしたのをうけ、自分もフォームチェンジしようとしたが、頭上から「コウモリ型悪夢獣」の攻撃され、披露はできなかった。
キュアハニー
テレビシリーズに先駆け、変身後のみが登場。グレル・エンエン・ユメタの窮地を救ったり、決戦でのキュアラブリーとキュアプリンセスの支援などをした。

妖精
リボン
声 - 松井菜桜子
本作品では旧知の仲であるシャルルからの依頼で、事件に関わっていくこととなる。

### ドキドキ!プリキュア
プリキュア
序盤で「夢の世界」に捕らわれていためぐみを救出し、悪夢獣に立ち向かっていく。
相田 マナ（あいだ マナ） / キュアハート
声 - 生天目仁美
本作品では「夢の世界」で内閣総理大臣になっていたが、「自分だけがしあわせな夢なんて、いい夢じゃない」と演説している。
テレビシリーズでも見られた軽率な行動は健在であり、六花から注意されるのも同様である。
菱川 六花（ひしかわ りっか） / キュアダイヤモンド
声 - 寿美菜子
本作品ではキュアアクアとともに、知略的な作戦を練る。また、脚を使役した格闘技も披露している。
四葉 ありす（よつば ありす） / キュアロゼッタ
声 - 渕上舞
本作品ではキュアミントの「プリキュア・エメラルド・ソーサー」との合体技を披露している。
夢の世界で眠らされている子供が、「四葉病院」という病院に入院している。
剣崎 真琴（けんざき まこと） / キュアソード
声 - 宮本佳那子
本作品では『ハピネスチャージ』のメンバーとの待ち合わせ場所の近くの街頭テレビでの自身の振り付けシーンを見て、恥ずかしがる姿をみせていた。
円 亜久里（まどか あぐり）/ キュアエース
声 - 釘宮理恵
クロスオーバー映画初登場。
アイちゃんとともに『NewStage2』には登場していなかったため、グレルとエンエンとは初対面である。
「夢の世界」に行ったとき､おいしそうなスイーツに目がくらむ。
悪夢獣との戦闘ではキュアムーンライトと協力して、特攻を仕掛けてきたメカ悪夢の脱出ポッドを返り討ちに遭わせ「寝首をかこうとするなど100年早いですわ」と言い捨てる。
また、戦闘中に寝ようとしたキュアマリンを叱ったりしていた。

妖精
シャルル
声 - 西原久美子
本作品ではリボンとは旧知の仲であると語られている。
ラケル
アイちゃんに自身の耳を噛まれていた。
ランス
本作品でもテレビシリーズと同様に、アイちゃんに耳を噛まれ失神する一幕も見られた。
ダビィ
アイちゃんがラケルとランスの耳を噛んでいるのを見て呆れていた。
アイちゃん
声 - 今井由香
クロスオーバー映画初登場。グレルとエンエンとの初対面の際には「こんにちわ」とあいさつした。
本作品ではマグマに落ちそうになった『フレッシュプリキュア!』と『スイートプリキュア♪』のメンバーを助けていた。
相変わらずランスの耳を噛み、本作品ではラケルの耳までも噛んでいた。

### スマイルプリキュア!
プリキュア
星空 みゆき（ほしぞら みゆき） / キュアハッピー
声 - 福圓美里
本作品では「夢の世界」で絵本作家になっていたが、「みんなといっしょに笑いたい」という意思を示していた。
本作品でもおっちょこちょいぶりは健在で、悪夢獣との戦闘でキュアドリームとともに戦うも、技を不発させたりする。
前々作『NewStage』にてあゆみと出会っており、彼女が再度キュアエコーになった姿をみて反応した。
日野 あかね（ひの あかね） / キュアサニー
黄瀬 やよい（きせ やよい） / キュアピース
声 - 金元寿子
本作品では「夢の世界」で漫画家になっていたが、「涙をのり越えたら、きっと強くなる」という意思を示した。
『ハートキャッチ』のケンジにサインしたり、部屋にはテレビシリーズ第41話に登場したミラクルピースや、第35話に登場したロボッターとワルブッターの玩具が飾られていた。
本作品ではキュアレモネードとともに戦うが、技をだすのに失敗したり、逃げ惑ったりする。
緑川 なお（みどりかわ なお） / キュアマーチ
声 - 井上麻里奈
本作品では「夢の世界」で家族団欒の生活をしていたが、「大事なことだから、直球勝負」「自分の脚で走らなきゃ」という意思を示していた。
キュアルージュの「プリキュア・ファイヤーストライク」との合体技や、ミルキィローズとともにパンチを披露する。
青木 れいか（あおき れいか） / キュアビューティ
キャンディ
ポップ
作中ではみゆきの夢の中で、彼女が描いている絵の中に登場。また、オープニングとエピローグではみゆきたちとキャンディ・他の歴代プリキュアと歴代妖精・あゆみ・グレル・エンエン・ブルーとともに記念撮影をした。

### スイートプリキュア♪
プリキュア
北条 響（ほうじょう ひびき） / キュアメロディ
声 - 小清水亜美
本作品では「夢の世界」で、ピアニストになっていた。
キュアピーチの「プリキュア・ラブサンシャイン・フレッシュ」との合体技を披露する。
相変わらず奏がつくったケーキの摘まみ食いはやめられず、本作品のオープニングではとうとうワンホール丸ごと持ち逃げしている。また、みゆき（キュアハッピー）と同様、再度キュアエコーとなったあゆみの姿に反応する。
南野 奏（みなみの かなで） / キュアリズム
黒川 エレン（くろかわ えれん） / キュアビート
本作品では「夢の世界」で、こたつに入りハミィとくつろいでいた。
調辺 アコ（しらべ アコ） / キュアミューズ
ハミィ
フェアリートーン

### ハートキャッチプリキュア!
プリキュア
花咲 つぼみ（はなさき つぼみ）/キュアブロッサム
声 - 水樹奈々
本作品では「夢の世界」で植物学者になっていたが、降雪にも拘らず向日葵が枯れないことから、冷静に現状を見きわめた。
来海 えりか（くるみ えりか） / キュアマリン
声 - 水沢史絵
本作品では「夢の世界」でファッションデザイナーになっていたが、「自分の夢の種を育てるのは自分だけ」という意思を示していた。
これまでと同様に活躍できたことで感慨にふけるほか、お調子者の一面も目立っており、召喚されたのが夢の中の世界と聞かされた端から安心して居眠りを決め込もうとして、キュアロゼッタとキュアエースに「未来が悪夢に支配されたら、みる夢がすべて悪夢になる」「眠るのが怖くなる」と叱られ、「そりゃ困る」と慌てて跳ね起きた。
明堂院 いつき（みょうどういん いつき） / キュアサンシャイン
月影 ゆり（つきかげ ゆり） / キュアムーンライト
シプレ
コフレ
ポプリ

### フレッシュプリキュア!
プリキュア
桃園 ラブ（ももぞの ラブ） / キュアピーチ
声 - 沖佳苗
本作品では「夢の世界」でダンス大会で優勝していたが、これが夢の世界での出来事だと気づくも、「なんど失敗したって、やり直せばいい」と楽観的になっていた。
キュアメロディの「プリキュア・ミュージックロンド」との合体技を披露する。
蒼乃 美希（あおの みき） / キュアベリー
本作品では「夢の世界」で、ファッションモデルになっていた。「タコが苦手」という設定ではあるが、クライマックスの合体悪夢獣戦では、怖がらずに足を掴んでいた。
山吹 祈里（やまぶき いのり） / キュアパイン
本作品では「夢の世界」で、獣医になっていた。
東 せつな（ひがし せつな） / キュアパッション
シフォン
タルト

### Yes!プリキュア5 / Yes!プリキュア5GoGo!
プリキュア
夢原 のぞみ（ゆめはら のぞみ） / キュアドリーム
声 - 三瓶由布子
本作品では「夢の世界」で念願の教職員になって学生たちに授業をするが、これが夢の世界であることにいち早く気づき、「夢をかなえるというのは、なりたい自分になるということ」「自身の力でかなえないと意味がない」と学生たちに語る。
本作品でも勉強ができないのは健在だが、悪夢獣との戦闘では彼女と同じく勉強が苦手なキュアハッピーとともに活躍する。
夏木 りん（なつき りん） / キュアルージュ
声 - 竹内順子
本作品では「夢の世界」でアクセサリーをデザインしており、「自分に嘘をつきたくない」「私のこの情熱が誰にも止めることは出来ない」と語っていた。
戦闘では、キュアマーチの「プリキュア・マーチシュート」との合体技を披露する。
「ハッピー・ヘッドアタック」の命名者。
春日野 うらら（かすがの うらら） / キュアレモネード
声 - 伊瀬茉莉也
本作品では、「夢の世界」で女優になっていた。
戦闘ではキュアピースとともに戦うが、逃げ惑うことが多い。
秋元 こまち（あきもと こまち） / キュアミント
声 - 永野愛
本作品では「夢の世界」で小説家となって賞を受賞していたが、「つらい現実に立ち向かって夢をかなえる」という意思を示していた。
シャイニールミナスのバリアとキュアサンシャインの「サンフラワー・イージス」との合体技や、キュアロゼッタの「プリキュア・ロゼッタリフレクション」との合体技を披露する。
水無月 かれん（みなづき かれん） / キュアアクア
声 - 前田愛
本作品では「夢の世界」で女医になっており、その世界の患者に「現実は寂しい」といわれるが、「友だちがいるから寂しくない」として脱出する。
キュアダイヤモンドとともに、知略を生かした作戦を練り、キュアビューティの「プリキュア・ビューティブリザードアロー」やキュアサニーの「プリキュア・サニーファイヤー」との合体技を披露する。
ミルク / 美々野 くるみ（みみの くるみ） / ミルキィローズ
声 - 仙台エリ
本作品ではキュアマーチとともにパンチ技を披露する。
ココへのヤキモチは健在。
ココ / 小々田 コージ（ここだ コージ）
ナッツ / 夏（ナッツ）
シロップ / 甘井 シロー（あまい シロー）
オープニングでは人間としての姿も披露している。

### ふたりはプリキュア Splash Star
プリキュア
戦闘では従来の空中戦を披露しており、空から来るコウモリ型の悪夢獣を回転攻撃で蹴散らしたり、合体悪夢獣に対しては「プリキュア・ツインストリーム・スプラッシュ」を放って活躍する。
日向 咲（ひゅうが さき） / キュアブルーム
声 - 樹元オリエ
本作品では「夢の世界」で「ベーカリーPANPAKAパン」のパン職人になっていたが、つくるパンがすべて上手くできあがり、店にも行列ができることをうれしく思うも、同時に耐えがたい違和感を抱き、夢の世界だと気づく。
オープニングではパンを焼く練習しており、焼いたパンを舞の家に届けに行った。
美翔 舞（みしょう まい） / キュアイーグレット
声 - 榎本温子
本作品では「夢の世界」で絵描きをしていたが、「自分の描いた夢、自分の力で羽ばたきたい」という意思を示していた。
オープニングでは、フラッピ、チョッピ、ムープ、フープの絵を描いていた。
フラッピ
チョッピ
ムープ
フープ

### ふたりはプリキュア / ふたりはプリキュアMax Heart
プリキュア
戦闘では従来の格闘技を披露しており、メカ悪夢が繰り出してきたロケットパンチをホワイトが投げ返し、ブラックの鉄拳で撃破している他、合体悪夢獣に対しては「プリキュア・マーブルスクリュー・マックス」を放って活躍する。また、プリキュアらと悪夢獣の群れの前にあらわれた際は、往年の名乗りポーズを披露していた。
美墨 なぎさ（みすみ なぎさ） / キュアブラック
声 - 本名陽子
本作品では、「夢の世界」でラクロスの選手になっていた。
勉強ができないのとメップルとのケンカは相変わらずで、オープニングでほのかとひかりとの勉強会の最中に居眠りをしてザケンナーと戦う夢をみていたが、メップルにたたき起こされて食って掛かっている。
雪城 ほのか（ゆきしろ ほのか） / キュアホワイト
声 - ゆかな
九条 ひかり（くじょう ひかり） / シャイニールミナス
メップル
ミップル
ポルン
ルルン

### NewStageシリーズのオリジナルキャラクター
坂上 あゆみ（さかがみ あゆみ） / キュアエコー
声 - 能登麻美子
前々作『NewStage』の主人公で、プリキュアにあこがれている中学生の少女。ツインテールにまとめた茶髪が特徴。一人称は「わたし」。黄色の服に水色のジャケットを着用しており、青色のスカートを履いている。学生服は灰色を基調としている。
登場当初の人見知りで臆病な性格から、本作品では友だちをつくるほどに成長している。また前々作のラストで変身能力を失っているものの、変身解除した後に手に入れた「エコーキュアデコル」は引き続き所持している。このような経緯から「プリキュア教科書」には記載されていない「幻のプリキュア」とされており、「夢の世界」に閉じ込められることもなかった。
「夢の世界」にて前出のエコーキュアデコル、そしてグレルのダイヤのブローチとエンエンのハートのブローチの力でキュアエコーに再度変身できるようになり、悪夢獣に襲われているプリキュアたちを救う。その際には自身の単独浄化技である「プリキュア・ハートフルエコー」も初めて使用している。
事件の終結後、母から自立していくユメタに「離れていても、ずっと友だち」と励ます。またこの一件がきっかけとなり「プリキュア教科書」にも記載され、自身のパートナーになったグレルとエンエンといっしょに横浜市で暮らすようになった。
オープニング及びエピローグではグレルとエンエンといっしょに高台へと向かい、テレビシリーズの歴代プリキュアたちと歴代妖精・ブルーとともに記念撮影をした。
グレル、エンエン
声 - 愛河里花子（グレル）、玉川砂記子（エンエン）
前作『NewStage2』の主人公で、妖精学校の生徒である2匹の妖精。
プリキュアのパートナー妖精になりたいと思っており、以前はともに未熟だったが、現在ではプリキュアの妖精になるために勉強に励んでいる。
本作品では妖精学校の先生に、「ハピネスチャージプリキュア!」の詳細を「プリキュア教科書」に記すよう任されるが、友だちのユメタが騒動に巻き込まれていることを知り、彼を助けだそうと奮闘。その過程であゆみ（キュアエコー）の正式なパートナー妖精となり、ついには人間界（あゆみが住む横浜市）に進出するようになった。

### 夢の世界
子供の夢からできた世界。海中のような空間であり、カメや魚などが飛んでいる。また、あらゆるところにサンゴが生えている。
光が差していない、荒涼とした「影の部分」からは悪夢の怪物「悪夢獣」が生まれており、ふだんはバクの妖精らが悪夢獣を処理している。
通常は「妖精の世界」と同じ宇宙空間に浮かぶ球体世界だったが、人間界の子供を閉じこめるべく、マアムが全体に鳥籠状のバリアをかけている。しかし、プリキュアに悪夢獣が倒されたあとに消滅している。
最終的に閉じ込められていた子供は夢の世界から解放され、ユメタやプリキュアに助けられた記憶は消されている。
以下のキャラクターの内、ユメタは次作『映画 プリキュアオールスターズ 春のカーニバル♪』では台詞無しで脇役として登場している。
ユメタ
声 - 吉田小南美
本作品のキーキャラクター。悪夢を吸い取る「夢の妖精」（バク）で、マアムの息子。一人称は「ぼく」。
水色の小柄な体をし、額に月のマークがある。子供の夢を実現させる能力をもつが、技術が未熟なために姿形を変えるだけで、大人にはできない。
グレルとエンエンの友だちでもあり、以前は彼らと同じく「妖精学校」の学生だったが、自身の夢を実現するために自主退学している。しかし、自分に自信がなくて挫折しており、「怖い」という理由で悪夢を吸い取ることが困難でいる。
妖精学校をやめたあとはひとり寂しく過ごしており、友だちがいないことをマアムに心配されていた。事件を起こすマアムのやり方に疑問をもち、悪夢獣と戦うプリキュアたちをみて勇気をもつようになり、自力で悪夢獣を処理するまでに成長する。最終的に「自立したい」という自身の心境をマアムに話して自立し、「子供が夢から覚めて、自分のことを忘れてもいい」と述べた。
マアム
声 - 平野文
本作品における事件の首謀者で、ユメタの母親である「夢の妖精」。桃色の体で、長い耳と額の月マークが特徴。一人称は「わたし」。
エプロンをしている。また尻尾は、悪夢を吸い取る掃除機に変化する。
極端なほど息子を溺愛しており、いつも寂しそうにしているユメタのために、人間界の子供を「夢の世界」に閉じ込め、そこでユメタと遊ばせる。子供を取り戻そうとするプリキュアたちを「悪夢獣」を使役して排除しようとするが、次第に悪夢獣の制御が利かなくなってゆく。
悪夢獣から子供を守るプリキュアたちの行動を目のあたりにし、息子に悪夢をみせているのは自分自身だと気づいたことでプリキュアたちと和解。事件解決後は自立したユメタを見守ることにした。

### 本作品の敵
悪夢獣（あくむじゅう）
声 - 野沢雅子
子供に悪夢をもたらす怪物たち。「夢の世界」で無数に発生している。「あ〜く〜む〜」と発する。
アイマスクと蝶ネクタイをした、緑色のテディベアのような姿をしている。また、ヘルメットをかぶった固体もいる。
さまざまなタイプがおり、小型、等身大型、大型、コウモリ型、ロボット型などが複数登場する。また等身大型のなかには、バズーカを武器にする者もいる。
ふだんは「夢の妖精」に処理されている存在だが、本作品ではマアムが原因で暴走する。また、夢の世界では倒されても復活していく。
次第にプリキュアたちに圧されるが、ドームに彼女たちを閉じ込めて、巨大な姿で追いつめる。だが、キュアエコーの浄化技によってプリキュアたちを解放される。
最終的には、すべての悪夢獣が合体して最終形態になり、プリキュアたちを縛りつけて圧倒するが、『ハピネスチャージプリキュア!』の活躍によって倒された。
しかし、エピローグでもまだ存在しており、ユメタとマアム親子に吸い取られていた。
合体悪夢獣
声 - 菊池正美
すべての悪夢獣が合体した最終形態。巨大な赤いタコのような外見へと変貌し、会話をすることが可能になる。
8本の足を駆使して攻撃をしかけ、口からは巨大な光線を放つことができる。

### その他
奈美（なみ）
声 - 剛力彩芽
夢の世界に閉じ込められた子供の一人。
将来の夢はパティシエになること。
終盤でミラクルライトを振ってプリキュアを応援したが、夢の世界から解放された後はユメタやプリキュアに助けられた記憶は消された。
ニュースキャスター
声 - 塚本麻里衣（朝日放送アナウンサー）
冒頭の街頭ビジョンで流れている、子供たちが眠りから目覚めない現象のニュースを報じている。

### シリーズの登場キャラクター
オープニングとプリキュアたちの夢の中で登場している。ブルーと妖精学校の先生以外のキャラクターに声の出演はなし。
なお、前作『NewStage2』のキャラクターもここに記載する。
ふたりはプリキュア / ふたりはプリキュアMax Heart
中川 弓子（なかがわ ゆみこ）
クロスオーバー映画初登場。冒頭にて、『ドキドキ!』のメンバーらがいた街で、ももか・和音とともに登場した。
ザケンナー
オープニングのなぎさの夢の中に登場した。

ふたりはプリキュア Splash Star
日向 大介（ひゅうが だいすけ）
日向 沙織（ひゅうが さおり）
日向 みのり（ひゅうが みのり）
すべてオープニングのみ登場。
友也（ともや）
クロスオーバー映画初登場。かれんの夢の中で、医者になったかれんに診察されている患者として登場した。
霧生 満（きりゅう みちる）
霧生 薫（きりゅう かおる）
咲の夢の中で「PANPAKAパン」の行列の中に登場。夢の中ではあるが、本作品ではダークフォールの戦闘服の姿で登場。
モエルンバ
ドロドロン
ミズ・シタターレ
キントレスキー
満と薫とともに「PANPAKAパン」の行列の中に登場。モエルンバ・シタターレ・キントレスキーは『映画 プリキュアオールスターズDX2 希望の光☆レインボージュエルを守れ!』にて、ボトムの配下として復活されその一部として吸収されて以来の登場。ドロドロンは本作品がクロスオーバー映画初登場である。

Yes!プリキュア5 / Yes!プリキュア5GoGo!
秋元 まどか（あきもと まどか）
増子 美香（ますこ みか）
ブンビー
いずれもこまちの夢の中に登場。なお、美香は初めて私服で登場し、ブンビーも初めてエターナル時代に着用していた白作業着姿で登場した。
メルポ
クロスオーバー映画初登場。かれんの夢の中で、彼女が出した写真のみに登場した。

フレッシュプリキュア!
カオルちゃん
ミユキ
すべてオープニングに登場。カオルちゃんは「PANPAKAパン」の行列にも登場した。
知念 大輔（ちねん だいすけ）
沢 裕喜（さわ ゆうき）
御子柴 健人（みこしば けんと）
すべて「PANPAKAパン」の行列場面にて登場。
西 隼人（にし はやと）
南 瞬（みなみ しゅん）
ラブの夢の中で、ダンス大会の観客として登場した。

ハートキャッチプリキュア!
来海 さくら（くるみ さくら）
来海 ももか（くるみ ももか）
志久 ななみ（しく ななみ）
沢井 なおみ（さわい なおみ）
佐久間 としこ（さくま としこ）
黒田 るみこ（くろだ るみこ）
すべてオープニングに登場。ももかは『ドキドキ!』メンバーらがいた街で、弓子・和音とともに登場した。
番 ケンジ（ばん けんじ）
クロスオーバー映画初登場。やよいの夢の中で、漫画家になったやよいからサイン入り色紙をもらっていた。

スイートプリキュア♪
南野 奏太（みなみの そうた）
オープニングのみ登場。
西島 和音（にしじま わおん）
『ドキドキ!』メンバーらがいた街で、弓子・ももかとともに登場した。
東山 聖歌（ひがしやま せいか）
スイーツ部員3名
咲の夢の中で、「PANPAKAパン」の客として登場した。

スマイルプリキュア!
星空 育代（ほしぞら いくよ）
日野 正子（ひの まさこ）
黄瀬 千春（きせ ちはる）
クロスオーバー映画初登場。咲の夢の中で、「PANPAKAパン」の客として登場した。
緑川 源次（みどりかわ げんじ）
緑川 とも子（みどりかわ ともこ）
緑川 けいた（みどりかわ けいた）
緑川 はる（みどりかわ はる）
緑川 ひな（みどりかわ ひな）
緑川 ゆうた（みどりかわ ゆうた）
緑川 こうた（みどりかわ こうた）
緑川 ゆい（みどりかわ ゆい）
クロスオーバー映画初登場。なおの夢の中に登場し、家族そろって散歩をしていた。

ハピネスチャージプリキュア!
ブルー
声 - 山本匠馬
めぐみたちの協力者である地球の神。めぐみが「夢の世界」に閉じ込められていることを察知し、プリキュアたちを夢の世界に送り込んだほか、リボン・現実世界にいる歴代妖精・グレルとエンエン・夢の世界にいる子供に「ミラクルドリームライト」を与える役割を担う。

映画 プリキュアオールスターズNewStage2 こころのともだち
妖精学校の先生
声 - 菊池正美
プロローグにて、グレルとエンエンを「プリキュア教科書」に「ハピネスチャージプリキュア!」の詳細を記すように任す。また、ユメタの回想シーンにも登場。
妖精学校の妖精たち
プロローグとユメタの回想シーンに登場。

## 作品用語
妖精学校
前作『NewStage2』の舞台の一つとなった学校で、「影水晶」が変貌した「影」の暴走で校舎は荒れてしまった。しかし、妖精や『ドキドキ!』のキュアソードまでの歴代プリキュア32人によって無事立て直され、プリキュアの妖精になるための授業が再開、グレルとエンエンも再び勉強に取り組んだ。ユメタもかつてこの学校に通っていたことがあった。
プリキュア教科書
前作『NewStage2』に引き続き登場した教科書で、本作品では『ドキドキ!』に登場するプリキュアについても、追加メンバーのキュアエースも含めて記載されている。その一方で、当時誕生したばかりの『ハピネスチャージ』と幻のプリキュアであるキュアエコーは当初記載されておらず、エピローグにて新たに記載される一幕が盛り込まれている。
本作品ではマアムに利用させられ、『ハピネスチャージ』のメンバーとキュアエコー以外のプリキュアが夢の世界に閉じ込められる原因となった。
青山賞
「夢の世界」でこまち（キュアミント）が受賞した文学賞。
ミラクルドリームライト
本作品のミラクルライト。先端に亀甲模様が施されたハートと「永遠」を表す「∞」（無限大）を合わせた蛍光部が付いている。歴代妖精、グレルとエンエン、夢の世界に閉じ込められた子供たちがライトを振ることにより、閉じ込められた『ドキドキ!』までの歴代プリキュアたちを目覚めさせ、プリキュアに力を与えた。さらに「悪夢獣ドーム」から放たれた「コウモリ型悪夢獣」からユメタを守るべく、グレルとエンエンがライトを点灯させたことで人間界からあゆみ（キュアエコー）をも召還している。
前作まではタルトがミラクルライトについて手短に説明するくだりが作中にあったが、本作品では冒頭の妖精学校での授業にて同校の先生の依頼により、グレルとエンエンによってライトの説明が行われるという一幕が新たに盛り込まれた。
四葉病院
奈美を始め、「夢の世界」に閉じ込められて昏睡状態になった子供たちが入院されていた病院。『ドキドキ!』に登場したありすの家が経営する大企業「四葉財閥」の関連企業の一つである。
高台
かつてはDXシリーズ完結編である『映画 プリキュアオールスターズDX3 未来にとどけ! 世界をつなぐ☆虹色の花』のエピローグにて、歴代妖精たちに一時的に去られた『スイート』までの歴代プリキュア20人（くるみ〈ミルキィローズ〉はミルクに戻り、パルミエ王国に帰ったため居ない）が歴代妖精たちと再会した場所。
本作品のオープニング終盤とエピローグで、『ハピネスチャージ』までの歴代プリキュア（『NewStage』シリーズのあゆみ（キュアエコー）を含み、『ハピネスチャージ』のキュアハニーは除く）・歴代妖精（『NewStage』シリーズのグレルとエンエンを含む）・ブルーが、この同じ場所で記念撮影をした。
エピローグのラストシーンは歴代プリキュアたちが「みんな、ずっとずっと友達だよ!」というメッセージで物語は締められた。

### 新・個人技
ハッピー・ヘッドアタック
キュアハッピーが悪夢獣めがけて「プリキュア・ハッピー・シャワー」を浴びせようとした途端、うっかり「夢の世界」の地面に躓いてバランスを崩し、悪夢獣の中の一匹に偶然浴びせた頭突き技。キュアルージュが名付けた。
プリキュア・ハートフルエコー
本作品にて初披露されたキュアエコーの決め技で、胸のブローチから発射された光を頭上に飛ばし、広範囲の闇を浄化させる。悪夢獣の合体によるドームを消し去り、プリキュア達を解放した。掛け声は「世界に響け!! みんなの想い!!」。

### 合体技
プリキュア・コラボレーションパンチNewStage
『DX3』で使われた主人公プリキュア達が同時にパンチを放つ技の新バージョン。『DX3』でのピンクチームに属していたキュアブラック、キュアブルーム、キュアドリーム、キュアピーチ、キュアブロッサム、キュアメロディに加え、キュアハッピー、キュアハート、そして見ていたはずがいつの間にか加わっていたキュアラブリーの9人が同時に放ち、悪夢獣の大群を蹴散らした。

## スタッフ
- 原作 - 東堂いづみ (講談社「なかよし」連載)
- 製作 - 高木勝裕、有川俊、山本晋也、古澤圭亮、和田修治、中山晴喜、木下直哉
- 企画 - 永富大地、土肥繁葉樹
- 副監督 - 中村亮太
- 脚本 - 成田良美
- オリジナルキャラクターデザイン - 稲上晃、香川久、馬越嘉彦、川村敏江、高橋晃、佐藤雅将
- キャラクターデザイン・総作画監督 - 青山充
- 美術監督 - 渡辺佳人
- 色彩設計 - 澤田豊二
- 撮影監督 - 飯島亮
- CGプロデューサー - 氷見武士
- CGディレクター - 加藤康弘
- 編集 - 麻生芳弘
- 音響監督 - 川崎公敬
- 音響効果 - 石野貴久 (サウンドリング)
- 音響制作 - タバック、東映デジタルセンター
- 音楽 - 高梨康治
- 音楽プロデューサー - 栗山大輔、鎌田佳代子、犬塚舞
- 音楽制作 - 株式会社マーベラスAQL
- プランニングマネージャー - 西出将之、高橋知子、遠藤里紗、柴田宏明、梅澤淳稔
- 制作統括 - 藤岡和実
- アニメーション制作 - 東映アニメーション
- 監督 - 小川孝治
- 制作 - 映画プリキュアオールスターズNS3製作委員会 (東映アニメーション、東映、朝日放送、バンダイ、アサツー ディ・ケイ、マーベラスAQL、木下グループ)

## 主題歌
オープニングテーマ「プリキュア〜永遠のともだち〜(2014Version)」
作詞 - 六ツ見純代 / 作曲・編曲 - 高梨康治 / 歌 - 工藤真由、キュアハート（生天目仁美）、キュアラブリー（中島愛）
前作『NewStage2』に引き続き、プリキュアたちの日常シーンが描かれている。この映像は本編の後日談とされている。
エンディングテーマ 「プリキュア・メモリ(NewStage3 Version)」
作詞 - 只野菜摘 / 作曲 - 小杉保夫 / 編曲 - Dr.Usui / 歌 - キュアブラック（本名陽子）、キュアブルーム（樹元オリエ）、キュアドリーム（三瓶由布子）、キュアピーチ（沖佳苗）、キュアブロッサム（水樹奈々）、キュアメロディ（小清水亜美）、キュアハッピー（福圓美里）、キュアハート（生天目仁美）、キュアラブリー（中島愛）
前2作品と同様に当時放送中のプリキュアシリーズのエンディングテーマを使用しているが、本作品では吉田仁美の歌う『ハピネスチャージ』のオリジナル版ではなく、歴代主人公プリキュアの担当声優9人が歌唱を担当し、1番の歌詞をベースにBメロの箇所を2番の歴代プリキュア名称を織り交ぜた歌詞にした、映画サイズバージョンとなっている。
エンディングの3Dアニメーションでは本作品に登場するプリキュアのうち、キュアハニーとキュアエコーを除く35人のプリキュアがダンスを披露し、歴代の主人公プリキュアはラブリーインカムを装着している。

## 関連商品
- アニメコミック「映画 プリキュアオールスターズNewStage3 永遠のともだち」（2014年6月25日初版発売。一迅社）
  - アニメ映像を漫画化したフィルムコミック。冒頭の「登場人物紹介」ではプリキュア33人のみ紹介、キュアエコー・妖精（グレル・エンエン・ユメタ・マアムを含む）・悪夢獣・ブルーなどは紹介されてない。また、紹介されたプリキュアの本名は記載されてない。
- CD『映画プリキュアオールスターズ NewStage3 永遠のともだち 主題歌シングル』（マーベラスAQL/ソニー・ミュージックディストリビューション、2014年3月12日発売、MJSS-09117）
- CD『映画プリキュアオールスターズ　NewStage3 永遠のともだち オリジナル・サウンドトラック』（マーベラスAQL/ソニー・ミュージックディストリビューション、2014年3月12日発売、MJSA-01108）
- DVD/BD『映画プリキュアオールスターズ NewStage3 永遠のともだち』（マーベラス/TCエンタテインメント、2014年7月25日発売）
  - DVD特装版（TCED-2279）/DVD通常版（TCED-2280）/Blu-ray特装版（TCBD-0371）
  - 特装版は、映像特典としてオープニング・エンディングムービーのノンテロップバージョンとエンディングムービーのメイキングバージョン、初日舞台挨拶、後述の特番、TVスポット、予告集、ピクチャーコレクションを収録、オールスターズ★永遠のともだちクリアファイルメモとリーフレットを同梱、カラーケース・ピクチャーレーベル仕様。ブルーレイ・DVD共に字幕あり。

## 特別番組
本作品の公開を記念し、『『映画プリキュアオールスターズNewStage3 永遠のともだち』みどころいっぱいスペシャル!』が全国各局で順次放送された。ナレーションは愛乃めぐみ/キュアラブリー（中島愛）と白雪ひめ/キュアプリンセス（潘めぐみ）が担当。
| 放送地域       | 放送局             | 放送日        | 放送時間                     | 系列           | 備考             |
| -------------- | ------------------ | ------------- | ---------------------------- | -------------- | ---------------- |
| 新潟県         | 新潟テレビ21       | 2014年3月15日 | 土曜 5:20 - 5:50             | テレビ朝日系列 |                  |
| 福井県         | 福井テレビ         | 2014年3月15日 | 土曜 5:30 - 6:00             | フジテレビ系列 |                  |
| 岩手県         | 岩手朝日テレビ     | 2014年3月15日 | 土曜 6:00 - 6:30             | テレビ朝日系列 |                  |
| 愛媛県         | 愛媛朝日テレビ     | 2014年3月15日 | 土曜 6:30 - 7:00             | テレビ朝日系列 |                  |
| 日本全域       | 東映チャンネル     | 2014年3月15日 | 土曜 10:30 - 11:00           | CS放送         | リピート放送あり |
| 長野県         | 長野朝日放送       | 2014年3月16日 | 日曜 4:45 - 5:15             | テレビ朝日系列 |                  |
| 近畿広域圏     | 朝日放送           | 2014年3月16日 | 日曜 6:00 - 6:30             | テレビ朝日系列 |                  |
| 中京広域圏     | メ〜テレ           | 2014年3月16日 | 日曜 6:00 - 6:30             | テレビ朝日系列 |                  |
| 山形県         | 山形テレビ         | 2014年3月17日 | 月曜 15:25 - 15:55           | テレビ朝日系列 |                  |
| 鳥取県・島根県 | 山陰放送           | 2014年3月17日 | 月曜 15:55 - 16:25           | TBS系列        |                  |
| 秋田県         | 秋田朝日放送       | 2014年3月18日 | 火曜 14:55 - 15:25           | テレビ朝日系列 |                  |
| 静岡県         | 静岡朝日テレビ     | 2014年3月20日 | 木曜 3:55 - 4:25             | テレビ朝日系列 |                  |
| 大分県         | 大分朝日放送       | 2014年3月21日 | 金曜 4:55 - 5:25             | テレビ朝日系列 |                  |
| 沖縄県         | 琉球朝日放送       | 2014年3月21日 | 金曜 5:20 - 5:50             | テレビ朝日系列 |                  |
| 山口県         | 山口朝日放送       | 2014年3月21日 | 金曜 10:50 - 11:20           | テレビ朝日系列 |                  |
| 高知県         | テレビ高知         | 2014年3月21日 | 金曜 11:00 - 11:30           | TBS系列        |                  |
| 北海道         | 北海道テレビ       | 2014年3月22日 | 土曜 6:00 - 6:30             | テレビ朝日系列 |                  |
| 山梨県         | テレビ山梨         | 2014年3月22日 | 土曜 6:00 - 6:30             | TBS系列        |                  |
| 青森県         | 青森朝日放送       | 2014年3月22日 | 土曜 6:30 - 7:00             | テレビ朝日系列 |                  |
| 熊本県         | 熊本朝日放送       | 2014年3月22日 | 土曜 7:30 - 8:00             | テレビ朝日系列 |                  |
| 香川県・岡山県 | 瀬戸内海放送       | 2014年3月23日 | 日曜 5:05 - 5:35             | テレビ朝日系列 |                  |
| 富山県         | チューリップテレビ | 2014年3月23日 | 日曜 5:45 - 6:15             | TBS系列        |                  |
| 福岡県         | 九州朝日放送       | 2014年3月23日 | 日曜 6:00 - 6:30             | テレビ朝日系列 |                  |
| 日本全域       | アニマックス       | 2014年3月23日 | 日曜 7:00 - 7:30             | BS/CS放送      | リピート放送あり |
| 鹿児島県       | 鹿児島放送         | 2014年3月27日 | 木曜 2:45 - 3:15（水曜深夜） | テレビ朝日系列 |                  |
| 宮崎県         | 宮崎放送           | 2014年3月28日 | 金曜 10:50 - 11:20           | TBS系列        |                  |
| 石川県         | 北陸朝日放送       | 2014年3月29日 | 土曜 4:50 - 5:20             | テレビ朝日系列 |                  |
| 宮城県         | 東日本放送         | 2014年3月30日 | 日曜 3:55 - 4:25             | テレビ朝日系列 |                  |
| 長崎県         | 長崎文化放送       | 2014年3月30日 | 日曜 4:20 - 4:50             | テレビ朝日系列 |                  |
| 広島県         | 広島ホームテレビ   | 2014年3月30日 | 日曜 5:20 - 5:50             | テレビ朝日系列 |                  |
| 福島県         | 福島放送           | 2014年4月4日  | 金曜 15:28 - 15:58           | テレビ朝日系列 |                  |

## ネット配信
- YouTube「プリキュア公式YouTubeチャンネル」にて、2020年4月24日18:00から5月1日17:59の期間限定で、本作品の無料配信が実施された（『映画 プリキュアオールスターズ 春のカーニバル♪』・『映画 ハピネスチャージプリキュア! 人形の国のバレリーナ』との同時配信）。
- YouTube「東映アニメーションミュージアムチャンネル」にて、2025年8月16日から8月23日の期間限定で、本作品の無料配信が実施されている（『ひろがるスカイ!プリキュア』第1話との同時配信）、